# Philocelis karlingi
Philocelis karlingi är en plattmaskart som först beskrevs av Westblad 1946.  Philocelis karlingi ingår i släktet Philocelis och familjen Otocelididae.
Artens utbredningsområde är Östersjön. Inga underarter finns listade i Catalogue of Life.